# Campionato europeo di baseball Under-15
Il Campionato europeo di baseball Under-15 è la massima competizione europea di baseball riservata agli atleti di età non superiore ai sedici anni, ed è organizzato dalla CEB.

## Edizioni
| Anno | Sede        |             |             |                |                |
| Anno | Sede        | Oro         | Argento     | Bronzo         | Bronzo         |
| 1975 | Germania    | Paesi Bassi | Belgio      | Germania Ovest | Germania Ovest |
| 1977 | Belgio      | Italia      | Paesi Bassi | Belgio         | Belgio         |
| 1979 | Spagna      | Italia      | Paesi Bassi | Spagna         | Spagna         |
| 1981 | Belgio      | Paesi Bassi | Italia      | Spagna         | Spagna         |
| 1983 | Belgio      | Italia      | Paesi Bassi | Germania Ovest | Germania Ovest |
| 1985 | Belgio      | Paesi Bassi | Italia      | Svezia         | Svezia         |
| 1992 | Francia     | Italia      | Spagna      | Lituania       | Lituania       |
| 1993 | Italia      | Italia      | Moldavia    | Rep. Ceca      | Rep. Ceca      |
| 1994 | Italia      | Italia      | Moldavia    | Polonia        | Polonia        |
| 1995 | Italia      | Italia      | Rep. Ceca   | Russia         | Russia         |
| 1996 | Francia     | Italia      | Russia      | Ucraina        | Ucraina        |
| 1997 | Rep. Ceca   | Italia      | Rep. Ceca   | Ucraina        | Ucraina        |
| 1999 | Rep. Ceca   | Paesi Bassi | Rep. Ceca   | Romania        | Romania        |
| 2000 | Spagna      | Paesi Bassi | Russia      | Spagna         | Spagna         |
| 2002 | Paesi Bassi | Paesi Bassi | Rep. Ceca   | Spagna         | Spagna         |
| 2004 | Rep. Ceca   | Rep. Ceca   | Spagna      | Russia         | Russia         |
| 2006 | Spagna      | Paesi Bassi | Francia     | Rep. Ceca      | Rep. Ceca      |
| 2007 | Rep. Ceca   | Rep. Ceca   | Paesi Bassi | Russia         | Russia         |
| 2008 | Italia      | Paesi Bassi | Russia      | Rep. Ceca      | Rep. Ceca      |
| 2009 | Rep. Ceca   | Italia      | Russia      | Rep. Ceca      | Rep. Ceca      |
| 2010 | Paesi Bassi | Paesi Bassi | Rep. Ceca   | Italia         | Italia         |
| 2011 | Rep. Ceca   | Italia      | Rep. Ceca   | Germania       | Germania       |
| 2012 | Rep. Ceca   | Paesi Bassi | Germania    | Russia         | Russia         |
| 2013 | Svezia      | Paesi Bassi | Rep. Ceca   | Germania       | Germania       |
| 2014 | Germania    | Paesi Bassi | Rep. Ceca   | Germania       | Germania       |
| 2015 | Rep. Ceca   | Germania    | Rep. Ceca   | Ucraina        | Ucraina        |
| 2016 | Francia     | Rep. Ceca   | Francia     | Germania       | Germania       |
| 2017 | Austria     | Germania    | Paesi Bassi | Rep. Ceca      | Rep. Ceca      |

## Medagliere
| -   | Nazione        | Oro | Argento | Bronzo | Tot |
| --- | -------------- | --- | ------- | ------ | --- |
| 1.  | Paesi Bassi    | 12  | 5       | 0      | 17  |
| 2.  | Italia         | 11  | 1       | 2      | 14  |
| 3.  | Rep. Ceca      | 3   | 9       | 5      | 17  |
| 4.  | Germania       | 2   | 1       | 4      | 7   |
| 5.  | Russia         | 0   | 4       | 4      | 8   |
| 6.  | Spagna         | 0   | 2       | 4      | 6   |
| 7.  | Francia        | 0   | 2       | 0      | 2   |
| 7.  | Moldavia       | 0   | 2       | 0      | 2   |
| 9.  | Belgio         | 0   | 1       | 1      | 2   |
| 10. | Ucraina        | 0   | 0       | 3      | 3   |
| 11. | Germania Ovest | 0   | 0       | 2      | 2   |
| 12. | Lituania       | 0   | 0       | 1      | 1   |
| 12. | Polonia        | 0   | 0       | 1      | 1   |
| 12. | Romania        | 0   | 0       | 1      | 1   |
| 12. | Svezia         | 0   | 0       | 1      | 1   |